# كأس السوبر الأوروبي 1987
كأس السوبر الأوروبي 1987 هي النسخة الثانية عشر من كأس السوبر الأوروبي ، جمعت هذه النسخة التي أُقيمت من مباراتي ذهاب وإياب بين فريق بورتو البرتغالي بطل مسابقة كأس الأندية الأوروبية البطلة وفريق أياكس أمستردام الهولندي الفائز بمسابقة كأس أوروبا للأندية أبطال الكؤوس ، وتمكّن بورتو من حصد اللقب بعد فوزه ذهاباً 0-1 في الملعب الأولمبي (أمستردام) وفوزه إياباً في ملعب داس أنتاس بنتيجة 1-0.

## اللقاء

### مباراة الذهاب
| أياكس | 0–1   | بورتو    |
| ----- | ----- | -------- |
|       | تقرير | باروس 5' |

### مباراة الإياب
| بورتو    | 1–0   | أياكس |
| -------- | ----- | ----- |
| سوزا 70' | تقرير |       |